# Поддубье (Ретюнское сельское поселение)
По́ддубье — деревня в Ретюнском сельском поселении Лужского района Ленинградской области.

## История

### До XVII века
Впервые упоминается в писцовых книгах Шелонской пятины 1498 года, как деревня Поддубье в Которском погосте Новгородского уезда.

### XVII век — начало XX века
В XVII веке в деревне была возведена деревянная церковь во имя Рождества Иоанна Предтечи.
В 1767—1772 годах в селе была возведена каменная церковь во имя Рождества Иоанна Предтечи. Место под строительство церкви выбирал владелец села, сенатор Иван Иванович Неплюев, в ней же он был и похоронен в 1773 году.
Село Поддубье, состоящее из 18 крестьянских дворов, при нём церковь, усадьба помещицы Неплюевой и ветряная мельница, упоминаются на карте Санкт-Петербургской губернии Ф. Ф. Шуберта 1834 года.

ПОДДУБЬЕ — деревня, принадлежит: ротмистру Ивану Неплюеву, число жителей по ревизии: 58 м. п., 61 ж. п.

Ведомству белого духовенства, число жителей по ревизии: 13 м. п., 19 ж. п.

В ней: церковь каменная во имя Крестителя Иоанна Предтечи (1838 год)

Деревня Поддубье отмечена на карте профессора С. С. Куторги 1852 года.

ПОДДУБЬЕ — деревня господина Неплюева, по просёлочной дороге, число дворов — 25, число душ — 96 м. п. (1856 год)

ПОДДУБЬЯ — село владельческое при ключах, число дворов — 27, число жителей: 104 м. п., 81 ж. п.; Церквей православных две. (1862 год)

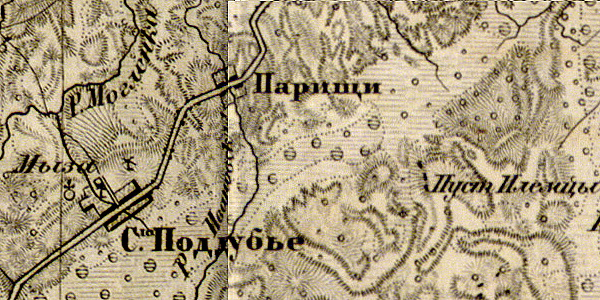
Село Поддубье на карте 1863 года

Согласно карте из «Исторического атласа Санкт-Петербургской Губернии» 1863 года в селе Поддубье находилась мыза, часовня и две ветряные мельницы.
В 1870—1871 годах временнообязанные крестьяне деревни выкупили свои земельные наделы у И. А. Матусевич и стали собственниками земли.
Сборник Центрального статистического комитета описывал её так:

ПОДДУБЬЕ — село бывшее владельческое, дворов — 38, жителей — 222; волостное правление, 2 церкви православных, часовня, 2 школы, лавка, ярмарка 24 июня. (1885 год)

В 1883—1890 годах временнообязанные крестьяне деревни выкупили свои земельные наделы у Н. И. Неплюева.
Согласно материалам по статистике народного хозяйства Лужского уезда 1891 года мыза Поддубье принадлежала действительному тайному советнику Н. И. Неплюеву, мыза была приобретена до 1868 года, в мызе была кузница и ветряная мельница.
В XIX веке деревня административно относилась ко 2-му стану Лужского уезда Санкт-Петербургской губернии, в начале XX века — к Поддубской волости 4-го земского участка 4-го стана.
По данным «Памятной книжки Санкт-Петербургской губернии» за 1905 год село Поддубье входило в Поддубское сельское общество и являлось волостным центром. В селе жил полицейский урядник, 3560 десятин земли в селе принадлежало титулярному советнику Николаю Николаевичу Неплюеву.

### 1917 — 1991 годы
С 1917 по 1923 год деревня Поддубье входила в состав Поддубского сельсовета Поддубской волости Лужского уезда.
С 1923 года, в составе Городецкой волости.
С 1924 года, в составе Парищского сельсовета.
С 1927 года, в составе Лужской волости, а затем Лужского района.
С 1928 года, вновь в составе Поддубского сельсовета. В 1928 году население деревни Поддубье составляло 250 человек.
По данным 1933 года село Поддубье входило в состав Поддубского сельсовета Лужского района, административным центром сельсовета была деревня Крени.
По данным 1936 года в состав Поддубского сельсовета входили 13 населённых пунктов, 563 хозяйства и 11 колхозов, административным центром сельсовета, также была деревня Крени.
C 1 августа 1941 года по 31 января 1944 года деревня находилась в оккупации.
В 1958 году население деревни Поддубье составляло 68 человек.
По данным 1966 года деревня Поддубье также входила в состав Поддубского сельсовета, административным центром сельсовета была деревня Березицы.
По данным 1973 года деревня Поддубье входила в состав Шильцевского сельсовета.
По данным 1990 года деревня Поддубье входила в состав Ретюнского сельсовета.

### 1991 год — настоящее время
В 1997 году в деревне Поддубье Ретюнской волости проживали 56 человек, в 2002 году — 44 человека (русские — 91 %).
В 2007 году в деревне Поддубье Ретюнского СП также проживали 53 человека.

## География
Деревня расположена в южной части района на автодороге 41К-690 (Поддубье — Бор), в месте примыкания к ней автодороги 41К-681 (автодорога Псков — Крени).
Расстояние до административного центра поселения — 20 км.
Расстояние до ближайшей железнодорожной станции Серебрянка — 13 км.
Близ деревни протекает река Моглинка.

## Демография
| 1838 | 1862 | 1885 | 1928 | 1958 | 1997 | 2007 |
| ---- | ---- | ---- | ---- | ---- | ---- | ---- |
| 151  | ↗185 | ↗222 | ↗250 | ↘68  | ↘56  | ↘53  |
| 2010 | 2017 |      |      |      |      |      |
| ↘6   | ↗67  |      |      |      |      |      |

## Улицы
Луговая.